# Ashland (Wisconsin)
Ashland é uma cidade localizada no estado norte-americano de Wisconsin, no Condado de Ashland.

## Demografia
Segundo o censo norte-americano de 2000, a sua população era de 8620 habitantes. 
Em 2006, foi estimada uma população de 8202, um decréscimo de 418 (-4.8%).

## Geografia
De acordo com o United States Census Bureau tem uma área de 
35,4 km², dos quais 34,7 km² cobertos por terra e 0,7 km² cobertos por água.

## Localidades na vizinhança
O diagrama seguinte representa as localidades num raio de 36 km ao redor de Ashland. 